# دوري الجبل الأسود لكرة اليد للسيدات
دوري الجبل الأسود لكرة اليد للسيدات هو دوري لأندية كرة اليد للسيدات في الجبل الأسود تأسس في سنة 2006 تلعب فيه 4 فرق. يتم تنظيمه من قبل اتحاد الجبل الأسود لكرة اليد.

## وصلات خارجية
- الموقع الرسمي